# Scottish Cup 2011-2012
La Scottish Cup 2011-12 è stata la 127ª edizione del torneo. La competizione è iniziata il 24 settembre 2011 ed è terminata il 19 maggio 2012. Gli Hearts hanno vinto il trofeo per l'8ª volta.

## Formula del torneo
| Turno                     | Numero di incontri | Squadre | Entrano a questo turno                                                        |
| ------------------------- | ------------------ | ------- | ----------------------------------------------------------------------------- |
| Primo turno preliminare   | 17                 | 81 → 64 | 34 squadre dei campionati semipro minori                                      |
| Secondo turno preliminare | 16                 | 64 → 48 | 10 squadre di Scottish Third Division 5 squadre dei campionati semipro minori |
| Terzo turno               | 16                 | 48 → 32 | 6 squadre di Scottish First Division 10 squadre di Scottish Second Division   |
| Quarto turno              | 16                 | 32 → 16 | 12 squadre di Scottish Premier League 4 squadre di Scottish First Division    |
| Ottavi di finale          | 8                  | 16 → 8  | -                                                                             |
| Quarti di finale          | 4                  | 8 → 4   | -                                                                             |
| Semifinali                | 2                  | 4 → 2   | -                                                                             |
| Finale                    | 1                  | 2 → 1   | -                                                                             |

## Primo turno
| Squadra 1              | Risultato | Squadra 2               |
| ---------------------- | --------- | ----------------------- |
| 24 settembre 2011      |           |                         |
| Rothes                 | 0 – 3     | Clachnacuddin           |
| Edinburgh              | 3 – 0     | Brora Rangers           |
| Nairn County           | 2 – 1     | Selkirk                 |
| Fraserburgh            | 4 – 3     | Civil Service Strollers |
| Wigtown & Bladnoch     | 2 – 0     | Preston Athletic        |
| Lossiemouth            | 1 – 2     | Auchinleck Talbot       |
| Huntly                 | 6 – 1     | Newton Stewart          |
| Forres Mechanics       | 2 – 2     | Irvine Meadow           |
| Dalbeattie Star        | 1 – 6     | Inverurie Loco Works    |
| Wick Academy           | 9 – 1     | Coldstream              |
| Glasgow University     | 0 – 4     | Cove Rangers            |
| Vale of Leithen        | 1 – 0     | Girvan                  |
| Gala Fairydean         | 8 – 1     | Hawick Royal Albert     |
| Culter                 | 4 – 0     | Burntisland Shipyard    |
| Edinburgh University   | 0 – 3     | Whitehill Welfare       |
| St. Cuthbert Wanderers | 0 – 2     | Keith                   |
| 1º ottobre 2011        |           |                         |
| Fort William           | 0 – 4     | Bo'ness Utd             |

### Replay
| Squadra 1       | Risultato | Squadra 2        |
| --------------- | --------- | ---------------- |
| 1º ottobre 2011 |           |                  |
| Irvine Meadow   | 6 – 3     | Forres Mechanics |

## Secondo turno
| Squadra 1          | Risultato | Squadra 2            |
| ------------------ | --------- | -------------------- |
| 22 ottobre 2011    |           |                      |
| Wigtown & Bladnoch | 0 – 9     | Stranraer            |
| Bo'ness Utd        | 2 – 1     | Whitehill Welfare    |
| Clachnacuddin      | 1 – 1     | Inverurie Loco Works |
| Vale of Leithen    | 3 – 2     | Cove Rangers         |
| Gala Fairydean     | 5 – 2     | Golspie Sutherland   |
| Wick Academy       | 0 – 1     | Keith                |
| Edinburgh          | 0 – 1     | Irvine Meadow        |
| Fraserburgh        | 0 – 0     | Elgin City           |
| Peterhead          | 2 – 0     | Nairn County         |
| Culter             | [ 1 ]     | Spartans             |
| Deveronvale        | 4 – 0     | Berwick Rangers      |
| Alloa Athletic     | 2 – 2     | Annan Athletic       |
| Auchinleck Talbot  | 8 – 1     | Threave Rovers       |
| Huntly             | 0 – 3     | Queen's Park         |
| Montrose           | 2 – 1     | Clyde                |
| 23 ottobre 2011    |           |                      |
| East Stirlingshire | 1 – 1     | Buckie Thistle       |

### Replay
| Squadra 1            | Risultato   | Squadra 2          |
| -------------------- | ----------- | ------------------ |
| 29 ottobre 2011      |             |                    |
| Inverurie Loco Works | 3 – 2       | Clachnacuddin      |
| Elgin City           | 5 – 2       | Fraserburgh        |
| Annan Athletic       | 2 – 0       | Alloa Athletic     |
| Buckie Thistle       | 2 – 4 (dts) | East Stirlingshire |

## Terzo turno
| Squadra 1            | Risultato | Squadra 2          |
| -------------------- | --------- | ------------------ |
| 19 novembre 2011     |           |                    |
| Culter               | 1 – 1     | Partick Thistle    |
| Bo'ness Utd          | 0 – 3     | Cowdenbeath        |
| Irvine Meadow        | 0 – 6     | Livingston         |
| Auchinleck Talbot    | 3 – 1     | Vale of Leithen    |
| Ayr Utd              | 2 – 2     | Montrose           |
| Stirling Albion      | 1 – 2     | Dundee             |
| Stenhousemuir        | 4 – 0     | Annan Athletic     |
| Greenock Morton      | 5 – 1     | Deveronvale        |
| Airdrie Utd          | 11 – 0    | Gala Fairydean     |
| Keith                | 0 – 1     | Arbroath           |
| Elgin City           | 1 – 1     | Queen's Park       |
| Stranraer            | 1 – 1     | Forfar Athletic    |
| Inverurie Loco Works | 2 – 4     | Peterhead          |
| Ross County          | 4 – 0     | Albion Rovers      |
| Brechin City         | 3 – 0     | Dumbarton          |
| East Fife            | 5 – 0     | East Stirlingshire |

### Replay
| Squadra 1        | Risultato | Squadra 2  |
| ---------------- | --------- | ---------- |
| 22 novembre 2011 |           |            |
| Montrose         | 1 – 2     | Ayr Utd    |
| 26 novembre 2011 |           |            |
| Partick Thistle  | 4 – 0     | Culter     |
| Queen's Park     | 3 – 1     | Elgin City |
| Forfar Athletic  | 3 – 0     | Stranraer  |

## Quarto turno
| Squadra 1       | Risultato | Squadra 2           |
| --------------- | --------- | ------------------- |
| 7 gennaio 2012  |           |                     |
| Ross County     | 7 – 0     | Stenhousemuir       |
| Livingston      | 1 – 2     | Ayr Utd             |
| Raith Rovers    | 1 – 2     | Greenock Morton     |
| Hearts          | 1 – 0     | Auchinleck Talbot   |
| Cowdenbeath     | 2 – 3     | Hibernian           |
| St. Johnstone   | 2 – 1     | Brechin City        |
| Forfar Athletic | 0 – 4     | Aberdeen            |
| Partick Thistle | 0 – 1     | Queen of the South  |
| Inverness       | 1 – 1     | Dunfermline         |
| Falkirk         | 2 – 0     | East Fife           |
| Motherwell      | 4 – 0     | Queen's Park        |
| Arbroath        | 0 – 4     | Rangers             |
| Peterhead       | 0 – 3     | Celtic              |
| Airdrie Utd     | 2 – 6     | Dundee Utd          |
| 8 gennaio 2012  |           |                     |
| Dundee          | 1 – 1     | Kilmarnock          |
| St. Mirren      | 0 – 0     | Hamilton Academical |

### Replay
| Squadra 1           | Risultato   | Squadra 2  |
| ------------------- | ----------- | ---------- |
| 17 gennaio 2012     |             |            |
| Hamilton Academical | 0 – 1       | St. Mirren |
| Kilmarnock          | 2 – 1       | Dundee     |
| 18 gennaio 2012     |             |            |
| Dunfermline         | 1 – 3 (dts) | Inverness  |

## Ottavi di finale
| Squadra 1        | Risultato | Squadra 2          |
| ---------------- | --------- | ------------------ |
| 4 febbraio 2012  |           |                    |
| Hibernian        | 1 – 0     | Kilmarnock         |
| Motherwell       | 6 – 0     | Greenock Morton    |
| St. Mirren       | 1 – 1     | Ross County        |
| Inverness        | 0 – 2     | Celtic             |
| Aberdeen         | 1 – 1     | Queen of the South |
| 5 febbraio 2012  |           |                    |
| Rangers          | 0 – 2     | Dundee Utd         |
| Hearts           | 1 – 1     | St. Johnstone      |
| 15 febbraio 2012 |           |                    |
| Ayr Utd          | 2 – 1     | Falkirk            |

### Replay
| Squadra 1          | Risultato   | Squadra 2  |
| ------------------ | ----------- | ---------- |
| 14 febbraio 2012   |             |            |
| Queen of the South | 1 – 2       | Aberdeen   |
| Ross County        | 1 – 2       | St. Mirren |
| St. Johnstone      | 1 – 2 (dts) | Hearts     |

## Quarti di finale
| Squadra 1     | Risultato | Squadra 2  |
| ------------- | --------- | ---------- |
| 10 marzo 2012 |           |            |
| Hearts        | 2 – 2     | St. Mirren |
| Ayr Utd       | 0 – 2     | Hibernian  |
| 11 marzo 2012 |           |            |
| Dundee Utd    | 0 – 4     | Celtic     |
| Motherwell    | 1 – 2     | Aberdeen   |

### Replay
| Squadra 1     | Risultato | Squadra 2 |
| ------------- | --------- | --------- |
| 21 marzo 2012 |           |           |
| St. Mirren    | 0 – 2     | Hearts    |

## Semifinali
| Squadra 1      | Risultato | Squadra 2 |
| -------------- | --------- | --------- |
| 14 aprile 2012 |           |           |
| Aberdeen       | 1 – 2     | Hibernian |
| 15 aprile 2012 |           |           |
| Celtic         | 1 – 2     | Hearts    |

## Finale
| Arbitro: | Craig Thomson |

|            |           |                                                          |
| McPake 41’ | Marcatori | 14’ Barr 27’, 75’ Skácel 47’ (rig.) Grainger 49’ McGowan |